# Bauma

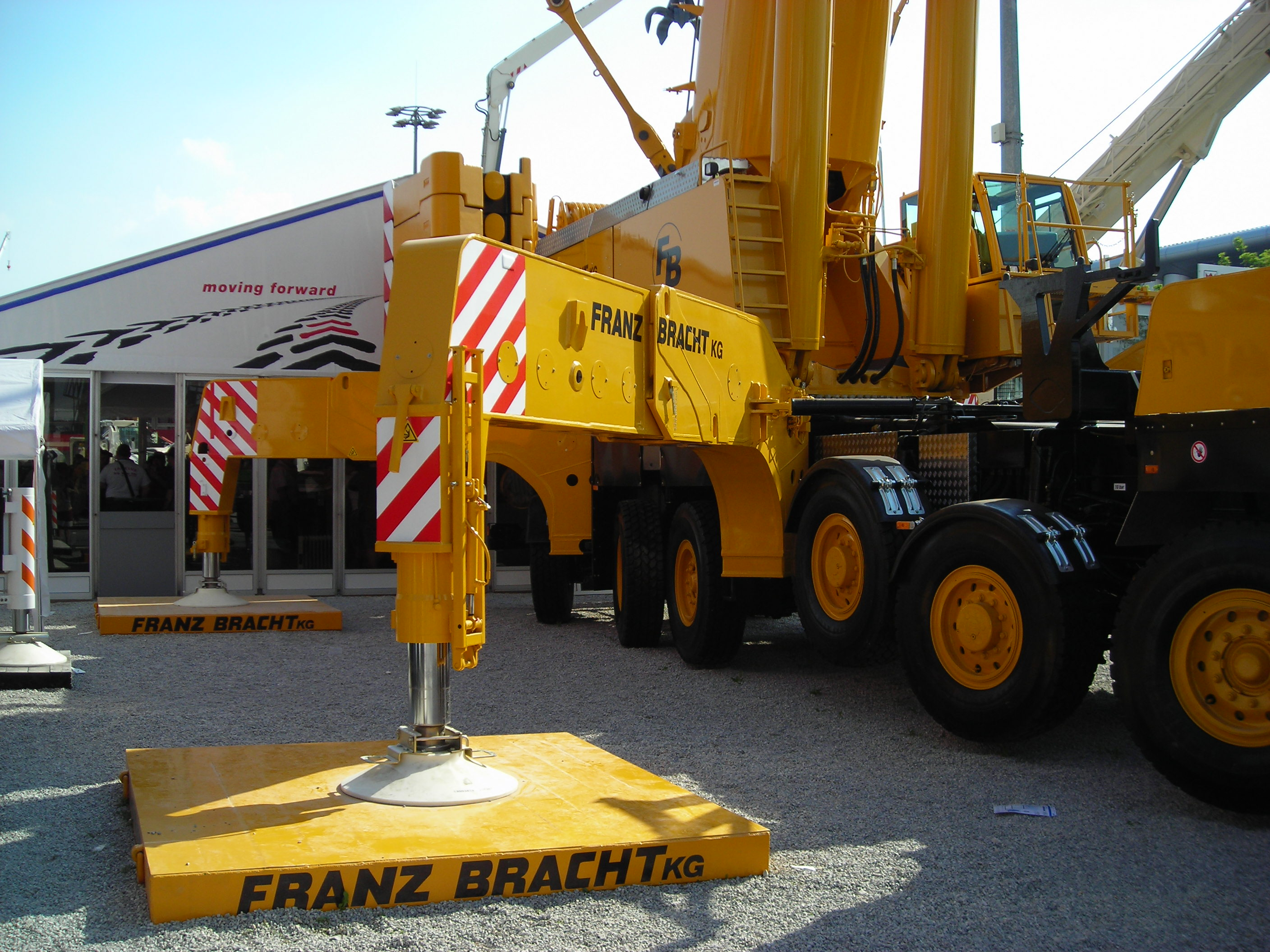
Mobilní jeřáb TEREX DEMAG AC -500-2 na výstavišti Bauma 2007

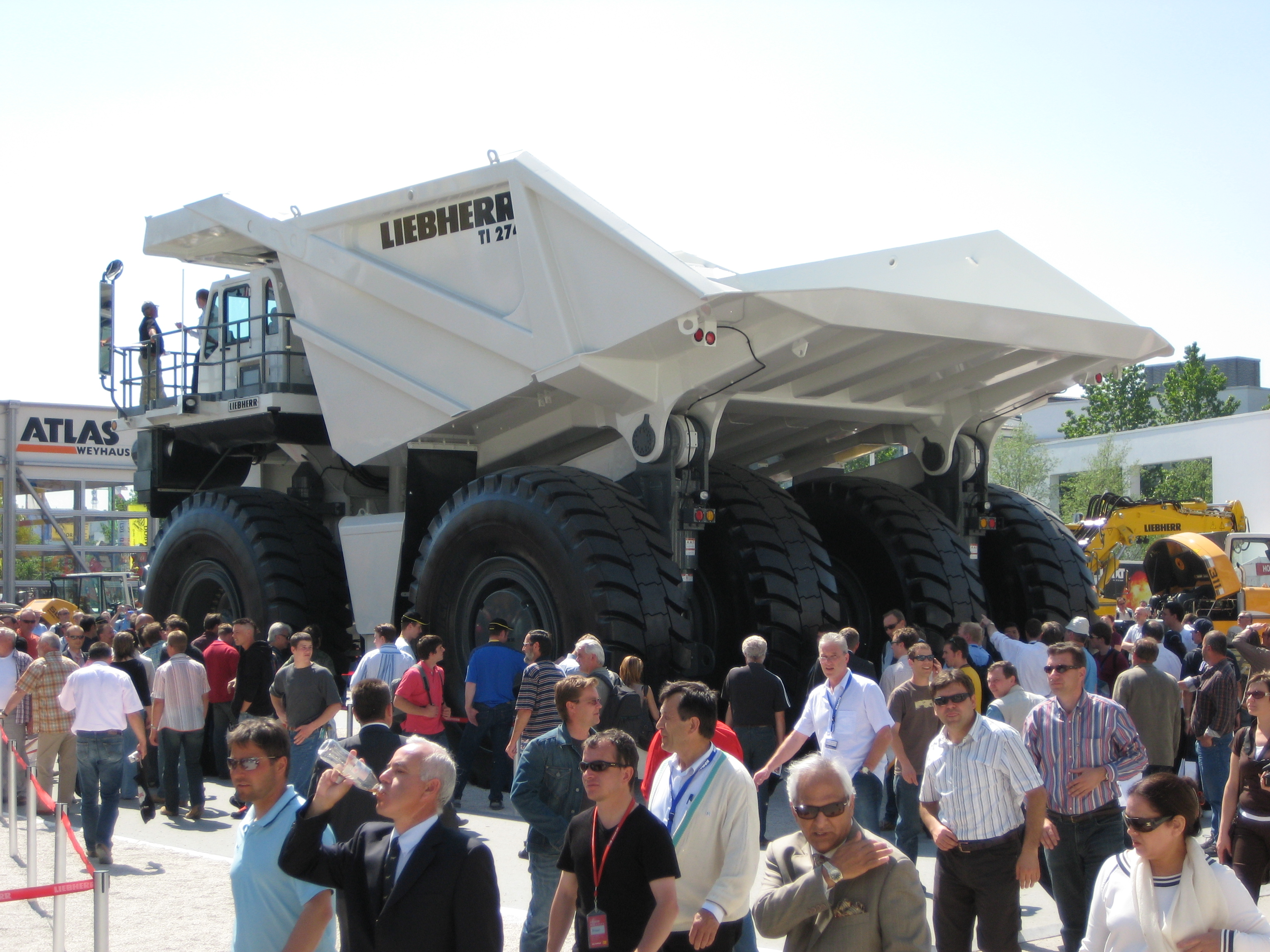
Dumper Liebherr TI 274 na výstavišti Bauma 2007

Bauma (Mezinárodní veletrh stavebních strojů, důlních strojů, konstrukčních vozidel a konstrukčního materiálu) je veletrh konající se každé tři roky v Mnichově v Německu. Během sedmi dnů veletrhu jsou vystaveny především stavební vozidla. S plochou 555 000 m² je největším veletrhem na světě. Během 29. veletrhu ve dnech od 19. dubna do 25. dubna 2010 přišlo 3 150 vystavovatelů a více než 415 000 návštěvníků z více než 200 zemí.